# جامع الذهبية

## موقعه
حي قبرعاتكة، في منطقة القنوات في دمشق.

## تاريخه
يذكر الشيخ محمد نزار بن محيي الدين الكردي إمام وخطيب الجامع في تاريخ إنشائه: (لم أقف على تعريف وتأريخ لجامع الذهبية القديم قبل تحديثه، والمتوقع أنه أنشئ في أواخر العصر العثماني، على ما سأذكر من رواية والدي الشيخ أبي الحسن رحمه الله تعالى الذي كان إمامًا وخطيبًا فيه لأكثر من سبعين سنة، حيث يقول: (كان في الموضع الذي بني فيه جامع الذهبية، بستان موقوف، فيه شجرُ تينٍ، وفي وسطه شجرة تين ضخمة جدًا، وبجانبه حمام (يسمى حمام الذهب)، وكان يجلس تحت تلك الشجرة بعض الرجال يلعبون الميسر، ويفعلون الموبقات، عفا الله عنا وعنهم، وحمّام الذهب يملكه رجل من وجهاء الحي اسمه الحاج أحمد بن محمد العلاوي، (ت: 1298هـ)، وكان تاجر قطن وصانع غزل وحياكة. وكان من مشايخ الحي الشيخ طالب بن الشيخ أحمد السيروان الحجازي الشهير بالصباغ  (توفي: 1311هـ)، كما هو مكتوب على قبره، والشيخ طالب يمتهن حرفة الصباغة، ولطبيعة العمل الحِرَفِي بين الشيخ طالب السيروان والحاج أحمد العلاوي، كانا يتباحثان دائمًا عن حلّ لمنع ما يحدث في ذلك البستان الموقوف وما يقع تحت تلك الشجرة من موبقات، ثمّ بَدَا لهما أن تُقلع تلك الشجرة ويُبنى مكانها مسجد،  وفِعْلاً قلعت تلك الشجرة وبني الجامع)، وتاريخ حياة الرجلين هو المتوقع لبناء جامع الذهبية.

## وصف جامع الذهبية القديم قبل تجديده
كان يُدخل إلى المسجد من باب واحد من الجهة الغربية عن طريق ممر صغير إلى صحن صيفي خارجي واسع، فيه الموضأ وغرفة في صدر الصحن، وزرع في الصحن شجرة مشمش ودالية عنب، وبعض الورود والأزهار، وفي صدر الصحن درج يصعد منه إلى غرفة صغيرة لا تكاد تتسع لأكثر من خمسة أشخاص، تطل على الصحن الصيفي الواسع، تتدلّى على نافذتها أغصان شجرة المشمش. وهي الغرفة التي أقرأ فيها الشيخ أبو الحسن، مختلف العلوم، وخرّج منها عشرات الطلاب. ثم الحرم عن يمين الداخل، وهو على شكل مستطيل يتصدّره محراب، وعلى يمينه منبر خشبي عادي، وسدّة للنساء بأرضية خشبية، وسقف الجامع من أعمدة خشبية عادية، وجدرانه من لَبنٍ طليت بطلاء أبيض. ثم هدم كله، وبني من جديد على ما هو عليه الآن. فليس فيه أي علامة تدلّ على أنه بُنِي في العهد العثماني.

## سبب تسميته
أطلق أهل الحي عليه اسم جامع الذهب لمجاورته لحمام الذهب الذي كان مَعْلمًا من معالم الحي، ثم صار الناس يسمونه جامع الذهبية على عادتهم في تحريف أسماء الأمكنة، واشتهر بهذا الاسم. يقول الشيخ أبو الحسن: (بعد وفاة الحاج أحمد العلاوي صاحب الحمام، انحصرت ملكيته بنسل آل العلاوي، وأسباطهم من آل القصار وآل سلام، ثمّ صار الحمام مستأجرًا لأحد الناس، ولمّا صارت الحمّامات في البيوت، قلّ العمل فيه.
ثم توقف العمل في الحمام بشكل نهائي. يقول الشيخ أبو الحسن: (وفي سنة، أي عام 1397هـ - 1977م، استَدْعيت أحد أفراد أسرة آل العلاوي، وهو السيد إبراهيم، من أحفاد الحاج أحمد العلاوي مالك الحمام، وقابلته في حرم جامع الذهبية، وبحضور الشيخ محمود الخشّة أبو عبده، وطلبنا منه أن يسعى إلى التبرع بالحمام لضمّه إلى المسجد في المستقبل، فسعى السيد إبراهيم بذلك جزاه الله خيرًا، وأتى بتوقيعات وتنازلات الأسرة التي تملك أوراقًا رسمية).
وفي عام: 1401هـ 1981م وُضعت عليه إشارة حجز لصالح هيئة أبية التعليم التابعة لوزارة التربية، وجُعل تحت تصرف اللجنة. وما زال الشيخ أبو الحسن يبذل جهده بلا كلل ولا ملل، لرفع إشارة الحجز عن الحمام الذي أصبح وقفًا لله تعالى، فكلما أُتيْحَت له فرصة تكلم مع أهل الاختصاص، ومن لهم صلات ليكلموا المعنيين بذلك، حتى حقق الله أمله، ورُفعت إشارة الحجز عن قسم كبير منه، وذلك عام: 1409هـ 1989م، وبقي قسم آخر أسأل الله تعالى أن يهيأ الظروف ويُعاد إلى المسجد.

## إعادة الإعمار والتوسعة
في عام: 1410هـ 1990م، وبعد رفع إشارة الحجز، شُكلت لجنة وقررت هدم المسجد والحمام - الذي هو من الجهة الغربية للمسجد -، وضمّهما لبعضهما، كما ضمّت بعض البيوت والمحلات المحيطة بالجامع، من الجهة الجنوبية والغربية، بلغت حوالي، ثلاثة عشر مقسمًا، حتى بُني الجامع بناءً جميلًا واسعًا مقارنة بغيره من مساجد المحلة.
وكان الفراغ من بناءه عام: 1413هـ 1993م، وهي مدة يسيرة بالنسبة لعمارة المساجد، واختار الشيخ أبو الحسن أن يسمى باسم (الإمام الذهبي) الدمشقي، لقرب هذا الاسم من التسمية القديمة.

## وصفه بعد التجديد والتوسعة
أصبح المسجد كبيرًا، وقد بني بالأحجار البيضاء والسوداء - البازلتية - والحمراء، وله واجهتان، جنوبية وغربية، بشكل جميل وأنيق، وزُيّن ما حوله بالأشجار والأحواض والنباتات والأزهار، وسبيل ماء.
ويتألف الجامع من حرم علوي، وحرم سفلي، ويُدخل إليه من بابين: الأول رئيسي من الجهة الجنوبية، والثاني من الجهة الغربية، وبجانب الباب الجنوبي مئذنة مع شرفة مربعة، وفوق الباب لوحة رخامية كتب عليها الآتي: (بعونه تعالى وبتوجيه العلامة المربي الشيخ عبد الكريم الرفاعي رحمه الله، وإرشاد فضيلة المقرئ الشيخ الحافظ محيي الدين الكردي حفظه الله، وبمساعي أهل الخير والإحسان، تمّ تجديد بناء هذا المسجد، وذلك بتاريخ 1413هجرية الموافق 1992ميلادية).
وللجامع قبّة كبيرة الحجم، وقد تمّ رفعه عن سطح الأرض بـ: عشر درجات، يصعد منها إلى الباب الرئيسي لحرم الجامع الذي يتصدره المحراب والمنبر، وقد كُسيت واجهة المحراب، بذات الأحجار الخارجية، وله سدّة بنصف مساحة الحرم تقريبًا. وأما الحرم السفلي - القبو - فهو بذات مساحة الحرم العلوي. وفيه الموضأ، من الجهة الشرقية. وقد حدّد الشيخ أبو الحسن يوم وتاريخ افتتاح الجامع، وكان ذلك يوم السبت الواقع في: 8 / جمادى الأولى 1414هـ، الموافق 23/ تشرين الأول 1993م، وصلى فيه إمامًا صلاة العشاء. وكان فرحًا مبتهجًا مسرورًا في أيام افتتاح الجامع، وكانت تلك الأيام عنده كأنها أيام عيد.
جامع الذهبية .
هو مسجد يقع في منطقة القنوات الدمشقية، 
يقع في منطقة قبر عاتكة في الشارع الموصل من السويقة إلى شارع خالد بن الوليد
وهو من المساجد التي شهدت انطلاق مظاهرات حاشدة في بدايات الثورة السورية وتحديداً في 29\6\2012 تلك المظاهرة التي شهدت أعمال عنف من قبل الأجهزة الأمنية في مواجهة المواطنين المتدفقين من جامع الذهبية المطالبين بوقف الانتهاكات لأبناء بلدهم في كل من حمص وريفها ودوما وبانياس.